# Stopnica
Stopnica è un comune rurale polacco del distretto di Busko-Zdrój, nel voivodato della Santacroce.
Ricopre una superficie di 125,43 km² e nel 2004 contava 7 918 abitanti.